# Almir Turković
Almir Turković (n. 3 noiembrie 1970, Sarajevo, Republica Socialistă Bosnia și Herțegovina, RSF Iugoslavia) este un fost fotbalist bosniac.
Între 1995 și 2003, Turković a jucat 11 de meciuri pentru echipa națională a Bosniei-Herțegovina.

## Statistici
| Bosnia și Herțegovina | Bosnia și Herțegovina | Bosnia și Herțegovina |
| An                    | Meciuri               | Goluri                |
| --------------------- | --------------------- | --------------------- |
| 1995                  | 1                     | 0                     |
| 1996                  | 1                     | 0                     |
| 1997                  | 4                     | 0                     |
| 1998                  | 1                     | 0                     |
| 1999                  | 3                     | 0                     |
| 2000                  | 0                     | 0                     |
| 2001                  | 0                     | 0                     |
| 2002                  | 0                     | 0                     |
| 2003                  | 1                     | 0                     |
| Total                 | 11                    | 0                     |